# Paragus leleji
Paragus leleji är en tvåvingeart som beskrevs av Mutin 1986. Paragus leleji ingår i släktet stäppblomflugor, och familjen blomflugor. Inga underarter finns listade i Catalogue of Life.